# Robert Adam (Schriftsteller)
Robert Adam Pollak (geboren am 20. April 1877 in Wien; gestorben am 16. Oktober 1961 in Baden bei Wien) war ein österreichischer Schriftsteller –  dafür verwendete er das Pseudonym „Robert Adam“ –, Übersetzer und Jurist.

## Leben
Robert Adam Pollak kam als Sohn des aus Prag stammenden Sitz- und Tischmöbelfabrikanten Emil Pollak und dessen Ehefrau Sidonie, geborene May (gestorben am 7. April 1928 im 77. Lebensjahr), in Wien zur Welt. Im Gymnasium war er mit Ignaz Seipel befreundet. Am 29. Januar 1900 trat er aus der jüdischen Gemeinschaft aus. Er heiratete am 15. November 1911 in Brünn Mimi Maria Johanna Walpurga Patzner (* Troppau 6. Oktober 1889, † 27. März 1948 Wien). Mit ihr hatte er ein gemeinsames Kind, den späteren Rechtsanwalt Viktor Franz Patzner (* Wien, 13. September 1916; † 21. Dezember 1982 ebd.).
Als Jurist arbeitete er als Richter in Zistersdorf, an den Bezirksgerichten Floridsdorf und Josefstadt und brachte er es bis zum Vizepräsidenten des Landesgerichtes für Zivilrechtssachen in Wien, bevor er am 15. März 1938 wegen seiner jüdischen Abstammung in Ruhestand musste. Den Krieg überlebte er in Wien als »privilegierter Jude«. 1945 wurde er nochmals im Staatsdienst tätig, am 23. Februar 1949 trat er in Ruhestand.
Von seinen literarischen Arbeiten ist wenig publiziert. Bedeutsam ist seine Beschäftigung mit der arabischen Kultur, die von einer Bearbeitung einer Geschichte aus Tausendundeiner Nacht (Die Geschichte des Alî ibn Bekkâr, entstanden 1904) bis zur posthum veröffentlichten Übersetzung des Schāhnāme reicht. 1931 wurde sein Drama Margot und das Jugendgericht am Schauspielhaus Frankfurt uraufgeführt, die bereits öffentlich angekündigte Aufführung am Burgtheater unter Anton Wildgans kam nicht zustande.
Als Schriftsteller wurde er von Arthur Schnitzler und Karl Kraus gefördert. Er stand im Verkehr mit Alfred Adler, Hans Kelsen und Albert Steinrück. Sein Nachlass findet sich heute in der Österreichischen Nationalbibliothek.
2020 wurde die Korrespondenz mit Schnitzler veröffentlicht.

## Werke (Auswahl)
- Robert Adam: Gedicht. In: Musenalmanach der Hochschüler Wiens, 1901.
- Robert Adam: In aeternum. Wien: C. W. Stern 1905.
- Robert Adam: Sprüche. In: Die Fackel, H. 246/247, 12. März 1908, S. 25–26.
- Robert Adam: Die Geschichte des Alî ibn Bekkâr mit Schams an-Nahâr. Eine Komödie. Wien: Hugo Heller 1909.
  - Rezension: Albert Krapp (Kamen): Von Königen und Narren. In: Das literarische Echo, Jg. 12 (1909/1910), Sp. 850–858. (online)
- Robert Adam Pollak: Ueber Rechtsprinzipien. Eine Analytische Untersuchung. In: Archiv für Rechts- und Wirtschaftsphilosophie, Jg. 13, H. 2, 1919, S. 110–135.  (online).
- Margot und das Jugendgericht, Drama, Uraufführung am 27. Mai 1931, Schauspielhaus Frankfurt.
- Firdausi, Abu’l-Qasem: Schahname. Das Buch der Könige. 4 Bände. Herausgeber Nosratollah Rastegar, Übersetzung Robert Adam Pollak. Einleitung von Florian Schwarz. Berlin: Klaus Schwarz Verlag 2018.
- Robert Adam: Die Dirne. (Dritte Szene aus der Szenenreihe »Der Fremde«). In: Die Bühne, Heft 303, S. 50. (Online)